# Električno polje
Električno polje je prostor u kojem električni naboj djeluje privlačnom (odnosno odbojnom) silom na drugo električno tijelo. Električki nabijena tijela okružena su električnim poljem. Teorijski se to polje prostire u beskonačnost, a praktički je ono vrlo maleno. Smjer u kojem djeluje električna sila pokazuju električne silnice. Veličina koja opisuje jakost djelovanja električnoga polja na električne naboje naziva se jakost električnoga polja i označuje se slovom E. To je vektorska veličina kojoj je iznos jednak sili F proizvedenoj na pozitivni jedinični naboj Q, a njezin se smjer podudara sa smjerom sile. 
Nasuprot teoriji međusobnoga djelovanja električnih naboja na udaljenosti (Coulombov zakon), M. Faraday je uvođenjem pojma električnoga polja postavio novu teoriju djelovanja u blizini. Električno polje može se predočiti električnim silnicama: krivuljama kojima tangente u svakoj točki krivulje pokazuju smjer jakosti polja; gustoća je silnica na svakome mjestu razmjerna iznosu jakosti polja. Električne silnice u elektrostatskome polju izlaze iz pozitivno nabijenih tijela, a poniru na negativno nabijena tijela. U elektrostatskim prilikama unutar vodljivoga (na primjer metalnog) tijela nema električnoga polja, a naboji se zadržavaju samo na njegovoj površini, gdje miruju. Kada električni naboji miruju ili se gibaju jednolikom brzinom, električno se polje promatra zasebno i neovisno o magnetskom polju. No ako se električno i magnetsko polje mijenjaju, onda se moraju promatrati zajedno kao elektromagnetsko polje. Klasičnu teoriju elektromagnetskih polja postavio je J. C. Maxwell.

## Jakost električnoga polja
Jakost električnoga polja (oznaka E) je vektorska fizikalna veličina koja opisuje djelovanje električne sile F na česticu električnoga naboja Q, a jednaka je količniku električne sile i električnoga naboja čestice: 
{\displaystyle {E}={\frac {F}{Q}}\,}
Mjerna je jedinica jakosti električnoga polja volt po metru (V/m) ili njutn po kulonu (N/C).

### Objašnjenje
Najjednostavnije je homogeno električno polje koje vlada između dviju suprotno nabijenih metalnih ploča. Stavimo li između tih ploča osjetljiv elektroskop, otklon njegovih niti bit će uvijek isti, pa je prema tome ista jakost električnoga polja. Mijenjamo li električni napon između njegovih ploča, mijenjat će se i otklon niti elektroskopa, a isto tako i jakost električnoga polja.
Jakost električnog polja E između električno nabijenih ploča ovisna je o električnom naponu U koji između njih vlada i o udaljenosti d između ploča. Ako napon povećamo dvostruko, a isto tako i razmak između ploča, jakost električnog polja se neće promijeniti. Jakost električnog polja se neće također promijeniti ako napon smanjimo na polovinu i razmak između ploča. Neka je na primjer u prvom slučaju napon 200 V, a razmak između ploča 4 cm. U drugom slučaju neka je napon 100 V, a razmak između ploča 2 cm, pa je jakost električnog polja E, to jest omjer između električnog napona U i razmaka d uvijek ista ili:
{\displaystyle {E}={\frac {U}{d}}\,={\frac {200}{4}}\,={\frac {100}{2}}\,=50{\frac {V}{cm}}\,}
U ovom primjeru imamo jedinicu jakosti električnog polja V/cm. Međutim u Međunarodnom sustavu mjernih jedinica, mjerna jedinica jakosti električnog polja je V/m:
{\displaystyle 1\ {\frac {V}{m}}\,=0,01{\frac {V}{cm}}\,}
Električno polje ima mjernu jedinicu jakosti električnog polja 1 V/m ako se na udaljenosti od 1 metar u smjeru silnica električni napon promijeni za 1 volt.

## Definicija
Dovedemo li na osamljenu metalnu kuglu polumjera R količinu pozitivnog električnog naboja Q, pokus će pokazati da naboj Q djeluje električnom silom na probni naboj q u prostoru oko kugle, gdje je sila odbojna ako su naboji istog predznaka, odnosno privlačna ako su naboji suprotnog predznaka. Električna sila je najveća u neposrednoj blizini kugle i smanjuje se s udaljenošću. Povežemo li veličinu sile s gustoćom zamišljenih silnica koje izviru iz kugle nabijene električnim nabojem Q, tada možemo gustoću silnica na samoj površini definirati kao omjer naboja i površine kugle polumjera {\displaystyle r}:
{\displaystyle {\sigma }={\frac {Q}{4\cdot r^{2}\cdot \pi }},\,}
a gustoću silnica na sfernoj površini na udaljenosti r od središta nabijene kugle:
{\displaystyle {\sigma }={\frac {Q}{4\cdot r^{2}\cdot \pi }}.\,}
Rezultati pokusa bi pokazali da je sila razmjerna gustoći silnica u promatranoj točki u prostoru i količini naboja q te da opada s kvadratom udaljenosti sukladno smanjenju gustoće silnica kako slijedi:
{\displaystyle F\sim \sigma \cdot q,\,}
{\displaystyle F\sim {\frac {Q}{4\cdot r^{2}\cdot \pi }}\cdot q,\,}
što možemo zapisati i kao:
{\displaystyle F\sim {\frac {{Q}\cdot {q}}{4\cdot r^{2}\cdot \pi }}.\,}
Uvođenjem pojma dielektričke konstante vakuuma:
{\displaystyle {\varepsilon _{0}}\approx 8,854\cdot 10^{-12}} {\displaystyle {\frac {C^{2}}{Nm^{2}}},\,}
sila F se može izraziti odgovarajućom veličinom u njutnima (N), gdje je 1 kulon (C)= 1 A s:
{\displaystyle F={\frac {1}{4\cdot \pi \cdot \varepsilon _{0}}}\cdot {\frac {Q\cdot q}{r^{2}}}.\,}
Razmatramo li omjer sile F i naboja q, definira se jakost električnog polja, kao posebnog energetskog stanja u prostoru oko kugle, kao veličinu sile po jediničnom naboju +q = 1 As na udaljenosti r od središta nabijene kugle:
{\displaystyle \mathbf {E} (\mathbf {r} )={\frac {1}{4\cdot \pi \cdot \epsilon _{0}}}\cdot {\frac {q}{r^{2}}}\cdot {\frac {\mathbf {r} }{r}}}
gdje je {\displaystyle \ r} apsolutna vrijednost vektora položaja {\displaystyle \mathbf {r} }, a {\displaystyle \ \epsilon _{0}} je dielektrična konstanta vakuuma, a električno polje je pozitivno za pozitivan naboj Q.
Električno polje je vektorsko polje i može se predočiti silnicama. Izvori električnog polja su pozitivni električni naboji, a ponori negativni naboji.
Sila je najjača u vakuumu, a slabija u svim drugim sredstvima:
{\displaystyle F={\frac {1}{\varepsilon _{r}}}\cdot {\frac {1}{4\cdot \pi \cdot \varepsilon _{0}}}\cdot {\frac {Q\cdot q}{r^{2}}}\,={\frac {1}{4\cdot \pi \cdot \varepsilon }}\cdot {\frac {Q\cdot q}{r^{2}}}.\,}
gdje je: εr - relativna dielektrična permitivnost nekog sredstva ili tvari, ε - dielektrična permitivnost (ili samo permitivnosti) tvari.

## Energija električnog polja
Električno polje u sebi sadržava energiju. Gustoća energije sadržane u električnom polju jest:
{\displaystyle u={\frac {1}{2}}\cdot \epsilon _{0}\cdot \epsilon _{r}\cdot \mathbf {E} ^{2}}
gdje je:
- {\displaystyle \ u} - gustoća energije,
- {\displaystyle \ \epsilon _{0}} - dielektrična konstanta vakuuma,
- {\displaystyle \ \epsilon _{r}} r- elativna dielektrična konstanta tvari u kojem djeluje električno poǉe,
- {\displaystyle \ \mathbf {E} } - električno polje (kvadrat električnog polja znači da se električno polje skalarno množi samo sa sobom, pa je on identički jednak kvadratu apsolutne vrijednosti električnog polja)

Ukupna energija električnog polja sadržana u volumenu V je stoga:
{\displaystyle U=\int _{V}{\frac {1}{2}}\cdot \epsilon _{0}\cdot \epsilon _{r}\cdot \mathbf {E} ^{2}\,\cdot \mathrm {d} V}
gdje je U - energija električnog polja, a dV - element volumena.

## Električno polje u unutrašnjosti električnog vodiča
Ako elektriziramo šuplju posudu (u obliku šuplje kugle) koja ima otvor s gornje strane tako da je dotaknemo pokusnom kuglicom, možemo se uvjeriti da je kugla nabijena pomoću elektroskopa čiji će se listići razmaknuti. Zatim razelektriziramo kuglicu i elektroskop na taj način da ih dodirnemo rukom. Nakon toga dotaknimo se pokusnom kuglicom unutarnje strane šuplje posude, a zatim kuglice elektroskopa. Listići elektroskopa ostat će na miru što je znak da posuda s unutarnje strane nije električna. Prema tome vidimo da u unutrašnjosti vodiča nema električnih naboja, a ni električnog polja. Uzrok tome je što se svi elektroni, to jest nosioci elektriciteta, međusobno odbijaju i nastoje se jedan od drugoga udaljiti što više. Zbog toga se elektricitet nalazi samo na površini električnog vodiča. Ta pojava omogućuje zaštitu instrumenata od utjecaja električnog polja metalnim kućištem. 

## Električno polje Zemlje
Da postoji električno polje Zemlje možemo dokazati pomoću dugačke izolirane žice čiji je donji kraj spojen s elektroskopom, a gornji koji ima šiljak nalazi se u plamenu. Elektroskop spojimo sa Zemljom ili ga držimo u ruci. Dignemo li takvu sondu pomoću dugačkog štapa u visinu, elektroskop će pokazati otklon. Taj nam pokus pokazuje da je Zemlja okružena električnim poljem i da je njena površina negativno električna, a da se pozitivna granična površina nalazi u višim atmosferskim slojevima. Mjerenja su pokazala da električno polje Zemlje dosiže do takozvanog Kennelly-Heavisideovog sloja, koji se nalazi na visini od 80 kilometara. Potencijalna razlika između Kennelly-Heavisideovog sloja i površine Zemlje iznosi oko 200 000 V. 
Zbog električnog polja Zemlje i ionizacije zraka, koju prouzrokuju ultraljubičaste zrake koje dolaze sa Sunca i električne influencije nastaju električno nabijeni oblaci suprotnog elektriciteta. Ako je razlika električnog napona vrlo velika, može nastupiti pražnjenje, pa se uz snažan potres zraka na mjestu spajanja pojave goleme električne iskre, nazvane munja. Isto tako dolazi do pražnjenja između oblaka i zemlje. Pozitivno električni oblak izazove influencijom na zemlji, odnosno na istaknutim objektima, negativni elektricitet. Kad električni napon prijeđe određenu granicu, dolazi do izbijanja u obliku vijugave i blještave crte (munje), uz jak zvučni potres zraka koji se zove grom. Električni napon kod toga mogu iznositi do 100 milijuna volti, a munje mogu biti duge i do 3 kilometra. 

### Gromobran
Američki znanstvenik Benjamin Franklin sagradio je uređaj za zaštitu od groma. On se sastoji od bakrenog štapa, visokog do 5 metara, koji se stavlja na krov ili na neko drugo izloženo mjesto. Štap je uspravan, a završava pozlaćenim šiljkom. Od njega vodi goli bakreni konopac, minimalnog presjeka površine od 25 mm2, po vanjskom dijelu krova, odnosno zida, u zemlju, gdje završava bakrenom pločom od 1 m2. Ploča mora biti u vodi ili u vlažnoj zemlji. Gromobran treba izraditi na način da se svi dijelovi zgrade nalaze u zaštitnom prostoru. Djelovanje gromobrana gromobrana osniva se na ionizaciji zraka koja nastaje zbog šiljka na okomitom štapu. Mreže telegrafskih i telefonskih žica na krovovima štite također od groma. I one imaju spravu za zaštitu od munje.

### Polarna svjetlost
U gornjim slojevima atmosfere između 100 i 700 kilometara nastaju katkad svjetlosne pojave, i to naročito u polarnim krajevima, koje se zovu polarna svjetlost. Ona se sastoji od svjetlećih površina, koje se zrakasto šire i svijetle zelenkastom ili crvenkastom svjetlošću. To svijetljenje izazivaju elektroni, koji dolaze od Sunca. Ti elektroni predaju svoju energiju atomima kisika i dušika u atmosferi i time prouzrokuju svijetljenje. 